# Sandro Rodríguez Felipe
Sandro Rodríguez Felipe (Santa Cruz de Tenerife, 26 de mayo de 1990) más conocido como Sandro Rodríguez, es un futbolista español que juega en la posición de centrocampista ofensivo y actualmente se encuentra sin equipo tras jugar en el Chennai City de la I-League.

## Trayectoria
Nacido en Tenerife, Rodríguez es un centrocampista formado en las categorías inferiores de la UD Geneto y CD Sobradillo antes de unirse a la academia de CD Tenerife. En septiembre de 2009, hizo su debut con el Club Deportivo Tenerife "B", en un partido fuera de casa contra el CD Puertollano. 
El 15 de abril de 2012, hizo su debut con el primer equipo del CD Tenerife en un empate 1–1 contra el CD Lugo en la Segunda División B, a las órdenes de Quique Medina.
El 3 de agosto de 2012, Rodríguez fue cedido al CD Marino de Tercera División. 
El 20 de enero de 2014, tras quedarse sin ficha en el CD Tenerife, se marchó al UD Las Palmas para jugar en las filas de la Unión Deportiva Las Palmas Atlético.
Más tarde, jugaría durante tres temporadas en el Unión Deportiva Ibarra de Tercera División.  
El 2 de mayo de 2018, se hizo oficial la marcha de Rodríguez por primera vez al extranjero para jugar en el Chennai City de la I-League. El 26 de octubre de 2018, hizo su debut en un triunfo 4–1 sobre Indian Arrows. El 1 de noviembre de 2018, marcó su primer gol para el club en un empate 2-2 contra Churchill Brothers.
En las filas del Chennai City durante la temporada 2018-19 participa en 20 encuentros y anota 9 goles, proclamándose campeón de la I-League, junto a sus compatriotas canarios Néstor Gordillo, Roberto Eslava, Nauzet Santana y Pedro Manzi.
El 15 de abril de 2020, el Chennai City rescinde el contrato del jugador a causa del coronavirus.

## Clubes
| Club                                | País   | Año       |
| ----------------------------------- | ------ | --------- |
| Club Deportivo Tenerife "B"         | España | 2009-2012 |
| CD Tenerife                         | España | 2012-2014 |
| CD Marino (cedido)                  | España | 2012-2013 |
| Unión Deportiva Las Palmas Atlético | España | 2014-2015 |
| Unión Deportiva Ibarra              | España | 2015-2018 |
| Chennai City                        | India  | 2018-2020 |

## Palmarés

### Campeonatos nacionales
| Título   | Club         | País  | Año  |
| -------- | ------------ | ----- | ---- |
| I-League | Chennai City | India | 2019 |